# Nicolae Labiș
Nicolae Labiș (ur. 2 grudnia 1935 w Poiana Mărului, zm. 22 grudnia 1956 w Bukareszcie) – rumuński poeta.

## Życiorys
Jego rodzice, Eugen i Profira Labiș byli nauczycielami w szkole podstawowej. Swoje pierwsze poematy zaczął pisać w roku 1950. Głównym tematem jego twórczości była rewolucja postrzegana w kategoriach mitycznego początku i wyzwolenia zmysłów. W 1956 wydał pierwszy zbiór poezji Primele iubiri, charakteryzujący się ekstatyczno-rewolucyjnym tonem liryki. Wkrótce ten ton ustąpił miejsca nastrojom nostalgii i egzystencjalnej zadumie (Puiul de cerb, 1956), a rewolucyjna pasja poematów została dopełniona elementami liryki refleksyjnej o romantycznej proweniencji. Jego twórczość, zamknięta w trzech zbiorach (pośmiertnie wydano Lupta cu inerția, 1958), stała się przedmiotem wielu polemik dotyczących roli poezji we współczesnym świecie. 10 grudnia 1956 r. został potrącony przez tramwaj i z powodu obrażeń zmarł kilkanaście dni później. Został pochowany na cmentarzu Bellu.